# Klik (komiks)
Klik (wł. Il Gioco) – włoska czterotomowa erotyczna seria komiksowa autorstwa włoskiego rysownika i scenarzysty Mila Manary, opublikowana w oryginale po włosku po raz pierwszy w 1982 roku przez magazyn erotyczny "Playmen" (Klik 1). Po polsku dwa pierwsze tomy opublikowało wydawnictwo Post w latach 2003 i 2005, a w 2016 roku wszystkie tomy ukazały się w jednym wydaniu zbiorczym nakładem Taurus Media. W grudniu 2024 roku nakładem Scream Comics ukazał się Klik. Edycja rocznicowa, zawierająca wszystkie cztery części.

## Fabuła
Zachęcony przez redakcję "Playmen", aby puścić wodze fantazji, Manara wymyślił historię rozrywkową, transgresyjną i radosną. Tak narodziło się jego najbardziej znane i najlepiej sprzedające się dzieło, Klik, w którym Manara demaskuje burżuazyjną hipokryzję, opowiadając historię Claudii Cristiani, pięknej kobiety z wyższych sfer, która całkowicie traci wszelkie hamulce i ulega nieodpartym popędom seksualnym za sprawą działania tajemniczego pilota, który uwalnia jej nieświadomość – urządzenia zainspirowanego między innymi przez film Piękność dnia Luisa Buñuela. Czytelnik jest zatem świadkiem częstych i nagłych zmian nastroju młodej kobiety i jej coraz silniej odczuwanego przymusu obnażania się i oddawania przeróżnym odmianom zabaw seksualnych, z byle kim i byle gdzie, najchętniej publicznie. Rozkosz staje się jej kategorycznym imperatywem.
Tak jak większość dzieł Manary, Klik został przetłumaczony na wiele języków, przede wszystkim na francuski (fr. Le_Déclic). Komiks odniósł taki sukces, że nie tylko stał się kanwą filmu Jeana-Louisa Richarda z Florence Guérin w roli głównej, ale zapoczątkował również całą serię amerykańskich komedii softcore. Dzieło to zostało także zaadaptowane na grę komputerową i występ taneczny.

## Tomy
1. Klik 1. Kobieta pod presją (Il Gioco, 1983; wydanie polskie 2003, 2016 i 2024)
2. Klik 2 (Il Gioco 2, 1991; wydanie polskie 2003, 2016 i 2024)
3. Klik 3 (Il Gioco 3, 1994; wydanie polskie 2016 i 2024)
4. Klik 4 (Il Gioco 4, 2001; wydanie polskie 2016 i 2024)